# 求籤

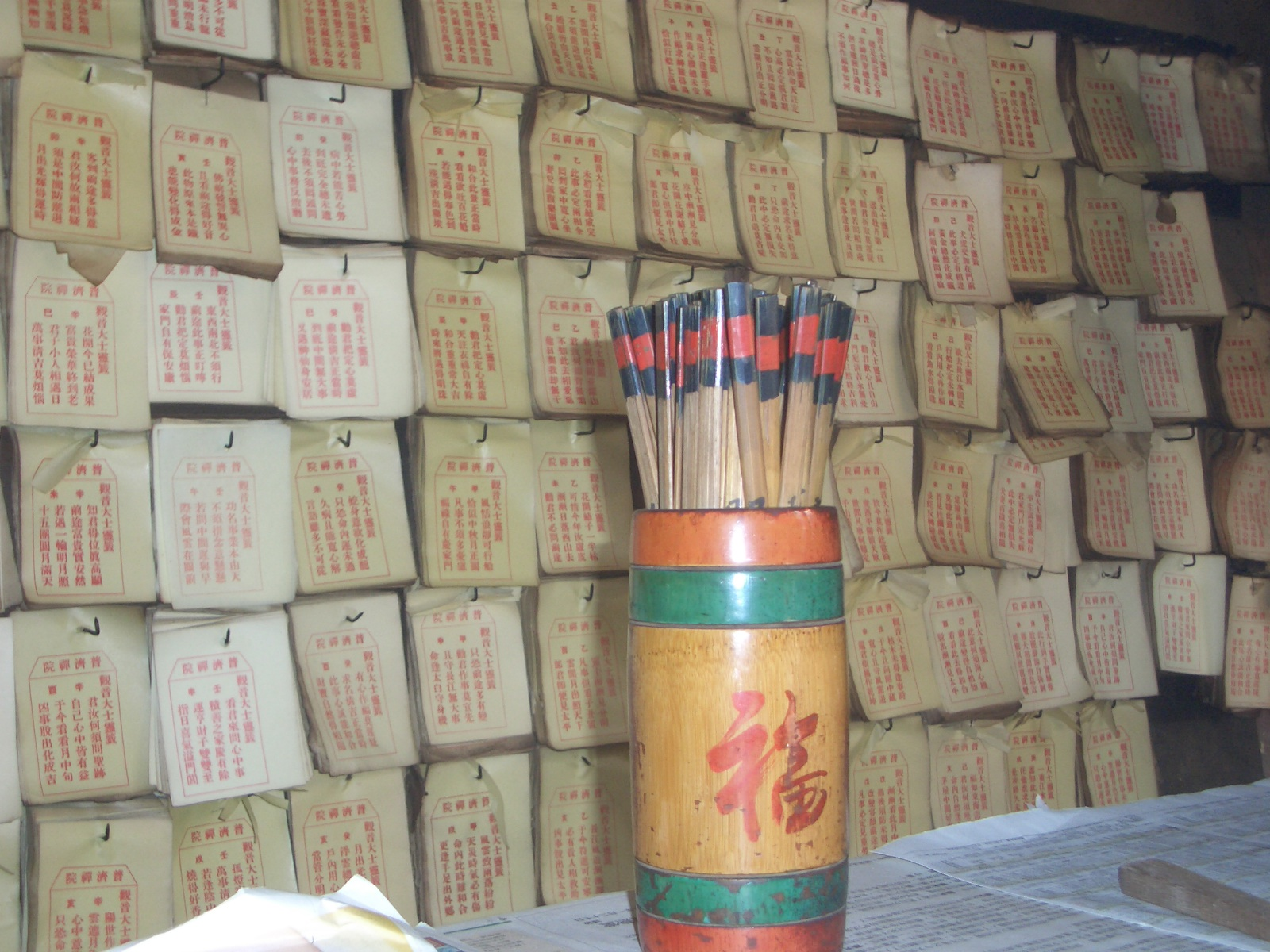
中國的竹籤與籤筒，後為印上籤文的紙張 (攝於澳門普濟禪院)。

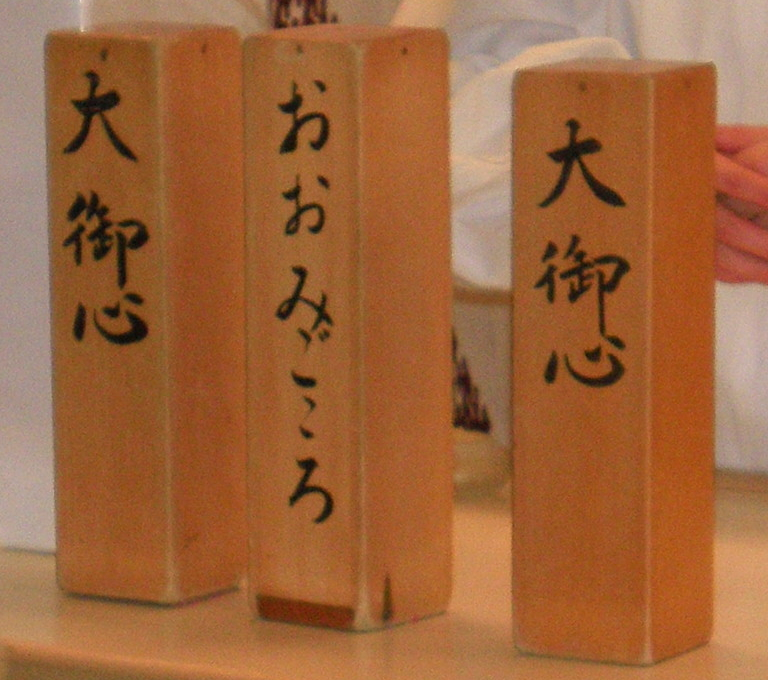
日式籤筒

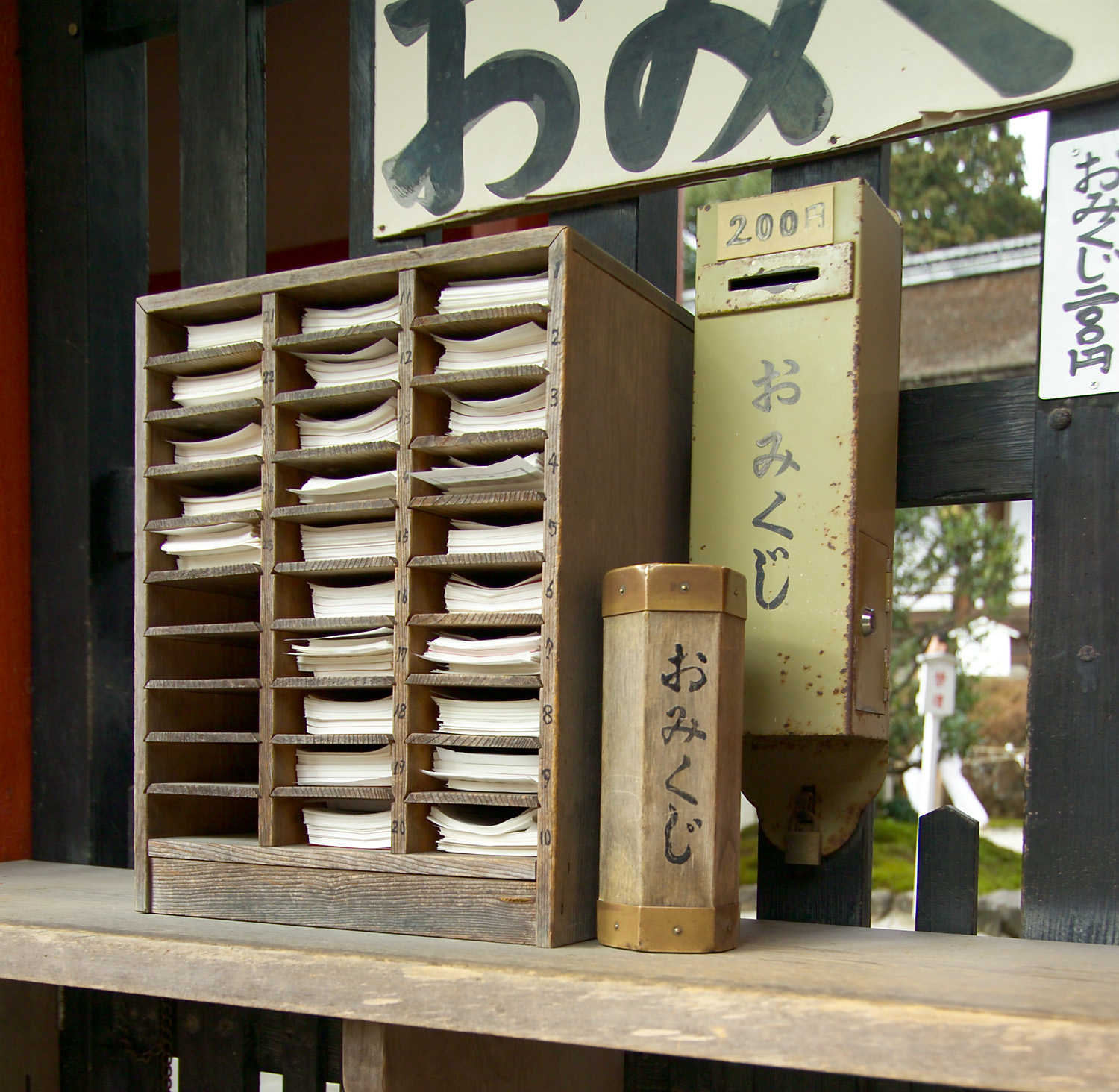
日本的籤筒、籤文紙與香油箱

求籤，是一種占卜的行為，籤，或稱神籤、靈籤，是東亞民間用來求問吉凶禍的占卜工具，以籤來占卜的行為稱為求籤。現今的道觀、佛寺和廟宇，大多擺上籤筒供人求籤問卜。古時在籤上印有籤詩，由信眾抄錄回家，但現今寺廟大多會將籤文，另外印至於他處薄紙片上，讓信徒於抽取籤條且核對籤條上的番號（或干支、六十四卦）後，再抽取相對應的籤詩紙片獲得相關詩文解答。華人地區重視此項活動，臺灣各大廟宇會在農曆新春時期抽出「國運籤」，香港政府也有農曆新年求籤活動。

## 歷史
根據西元九世紀間的《玉壺清話》記載：五代時的一位宰相盧多遜，曾在年幼時到雲陽觀取得一籤，而後來應驗一事；由於盧多遜生於後唐，他幼時廢壇上已有籤筒；由此推斷求籤的活動最遲己出現於後唐。

## 求籤過程

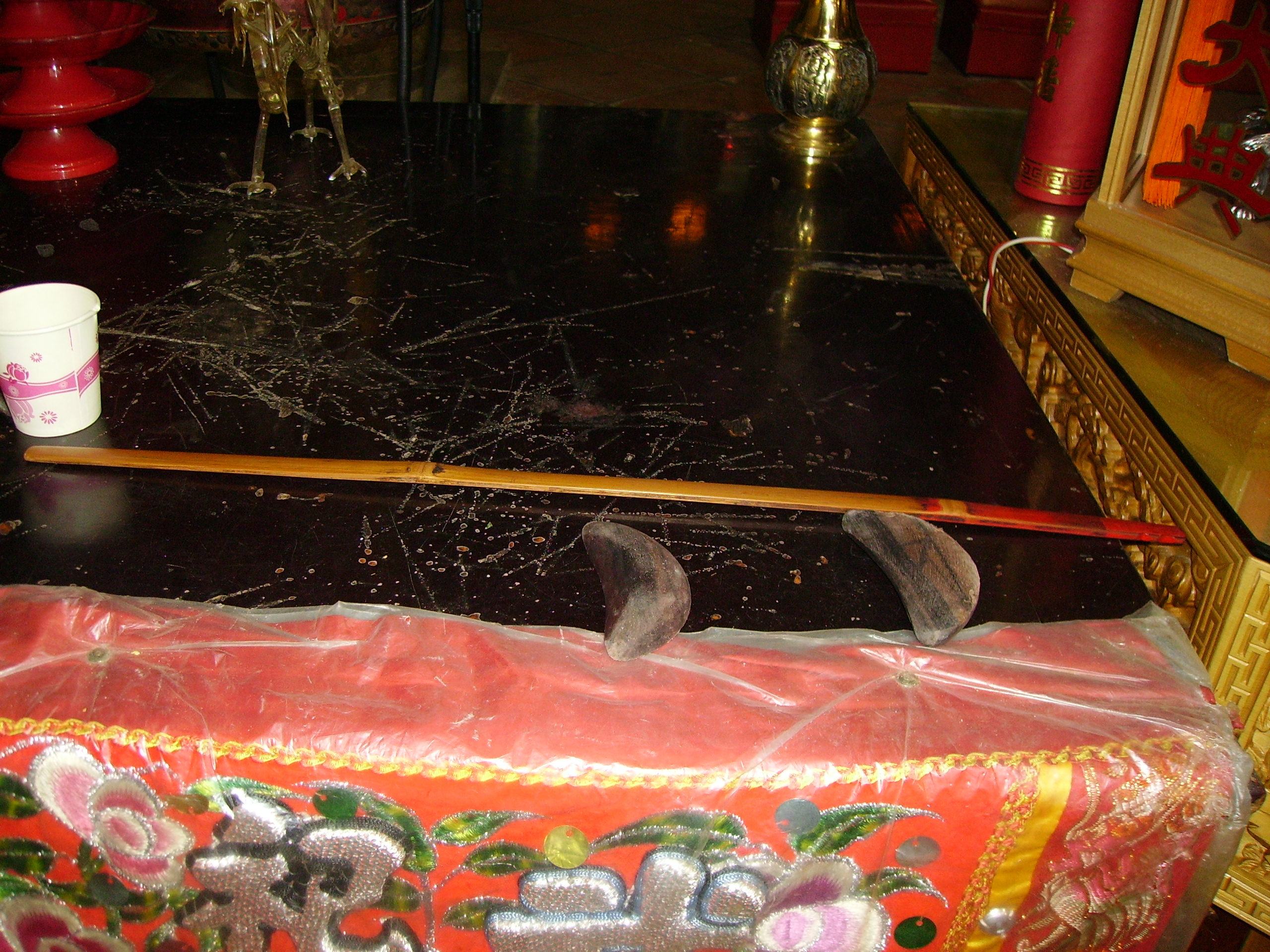
擲筊與聖籤

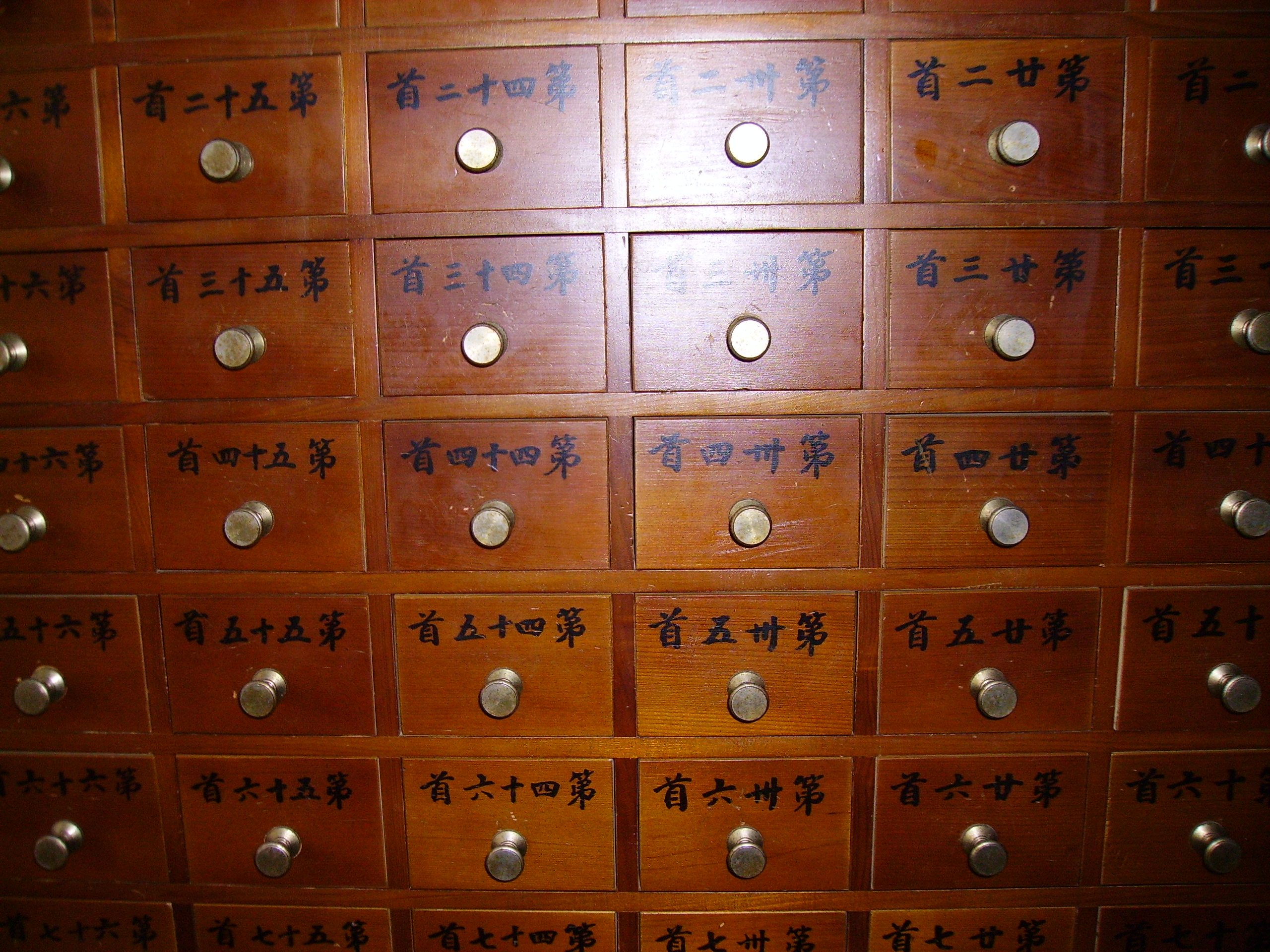
台灣道教寺廟放置籤詩的小櫃子，抽屜正面寫著籤詩的干支或號碼

由於不同的傳統因素，不同地方信奉不同的神祇、民間的廟或觀的求籤方式各有不同。籤詩首數為一組聖籤的總數。例如該廟宇若配置「雷雨師一百籤」則一組聖籤就必須有一百支長短完全相同的竹條，供信徒求取。
求取籤詩第一步驟，是施行祭拜。例如，替神佛點燭上香，行三拜九叩禮儀。叩拜後，求籤信徒必須與神佛說明求籤目的。通常求籤目的可分為財運、婚姻、花喜、六甲（懷孕）、收養、占病、尋人，批信（遠信）、問事、功名、月令（本月或下個月的運勢），灶君，陽居（住宅），隱穴（墳墓），堪輿，失物，出外，求雨等。有些寺廟還有專門治病目的的「藥籤」，上書漢方。說明目的後，信徒緊接要附加一些說明，有時參雜了儒教扶鸞的利益回饋。例如：「倘能獲得關帝君的垂愛，而指示弟子一條明確之路，並保佑平安無事順利成功，弟子將用三牲大祭答謝神恩。」。此說明目的與神明商談條件回饋的過程，部分學者認定是求籤詩的必要話語。

## 各地區的求籤方式

### 粵港
在廣東、港澳，信眾會雙手持籤筒晃動，待籤條掉出，得出籤文。

### 閩臺
在福建、臺灣、潮汕地區，籤筒供人直接抽取一支籤條，閩、臺、潮等地的聖籤長約40至50公分，寬3公分，厚約0.5公分，一般為竹片或木片削成，放於籤筒內，抽籤者應從籤筒抽取一支聖籤。
而抽出聖籤後，聖籤上所刻或寫的干支號碼就是籤詩的首別號碼。抽取籤條之後，祈福問事者必須確定此聖籤為「神佛欽定」。確定方式即為擲筊。呈現一正一反的聖筊即可以認定此籤為神佛認定，若非，則必須將此聖籤放置籤筒，重新再抽。有些人的抽籤方法，把笑筊忽略不計，只看成是神靈喜笑，就重新擲。
除此，亦有相當多的道教信徒相當重視此過程，不僅鄭重其事，常常需要三次甚至更多次的「聖筊」確定，
此確定聖籤過程，若在多次擲爻後仍無法獲得聖籤號次，信徒大多做法是將此抽籤詩儀式從頭開始。也就是重新叩拜，重新與神佛對談。甚至必須在與神佛言明的條件中，「改換牲禮種類或增加供品數量」。

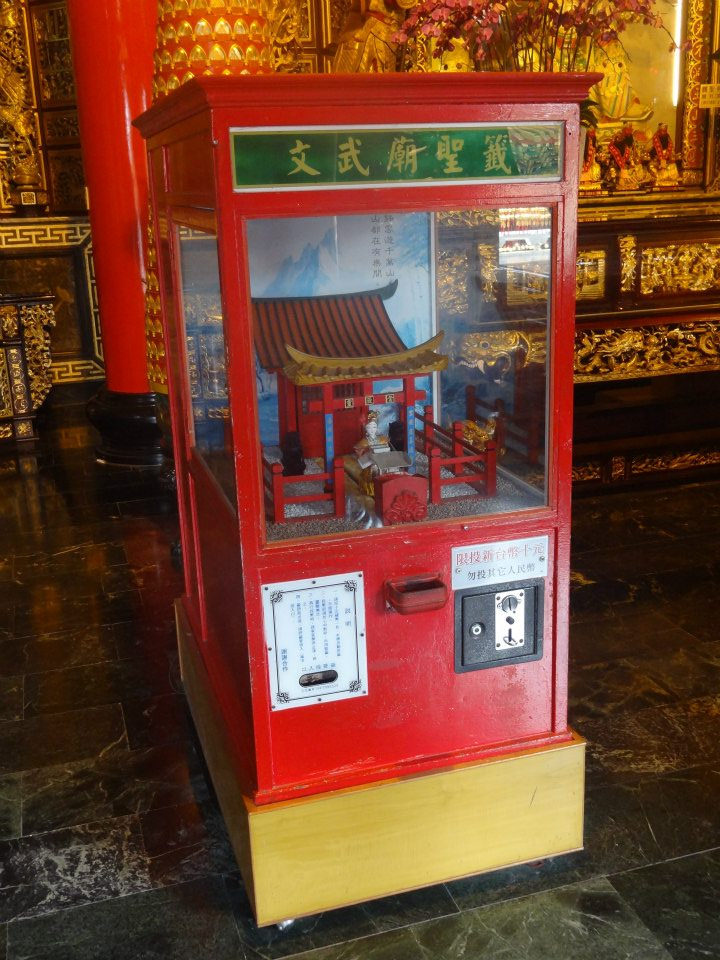
日月潭文武廟的自動抽籤機

### 日本
日本有些籤的設計是放於只有一小孔的籤筒，求籤時中把籤條搖出小孔；也有些是把籤文掛在牆上供信眾參拜後抽取，凡是抽到凶籤，就繫在繫籤架（みくじ掛）上，不把凶籤帶走，有請神佛為自己改運的味道。近年日本又有自動售賣機形式的求籤方式，把硬幣投進機內就會落下紙籤。

## 籤文
籤條上的辭句認為是來自神佛的教導、啟示、預言，因此籤皆以神名稱為靈籤，如《觀音靈籤》、《呂祖師靈籤》。
古時廟宇多將籤詩刻在籤條上，民眾抽取後自行抄錄回家，再請人解釋。現今籤文多半不附於籤上，這情況下又有「取籤詩」的步驟。籤條與籤詩大都一分為二，籤筒上的籤條只寫著番號（或者干支），再依照番號去取籤詩紙片，不同地區或廟宇的信眾會以不同方式取得籤文。
1930年代之前的台灣道教廟宇通常會將一組數十首或百首，書寫神明答案的七言絕句（或五言絕句）籤詩紙片，吊掛於廟門之側。信徒在獲得聖籤上的干支號碼後，前往門側取與籤詩相對應的相關干支號碼。之後，隨著時代演進，籤詩通常會被廟宇置放於木櫃，放置於不同位置的抽屜中。百首籤詩放置於百個小抽屜中，並在抽屜小拉門上面書寫首數名稱。信徒於抽籤完，對應首數號碼即可以獲得籤詩。
1950年代後，有些地方的出版社將籤文印刷成書籍，附有解析，信眾購買後，可自行查閱。如香港流行的《黃大仙靈籤》。近年也有人把籤文與解析上傳至互聯網，供善信上網查閱。

## 解籤
所得籤文即神明的指示。由於信徒看完籤詩的絕句後，只能瞭解大意而已。若需要較為深入的解釋，則需要解籤。寺廟通常會有廿八組至百組籤文，來供信徒抽取。除了抽取籤詩的儀式大致相同之外，比方盛行於媽祖廟的六子甲子籤的第七首（干支為乙丑），籤詩內容為「雲開月出正分明，不須進退問前程，婚姻皆因天註定，利合情吉萬事成。」

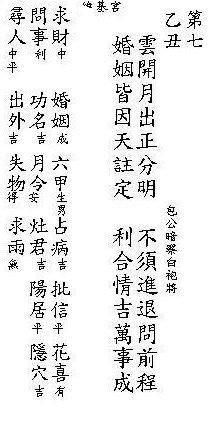
籤詩。信徒認為籤詩上面的詩，就是神明與自己對話

以往，信徒因無法理解籤義，常會請寺廟的廟公或執事、解籤人員，解釋籤詩的意思。不過，現代籤詩會載加註註解，註解一邊記載信徒求籤的目的，一邊則用較小字體來記載該籤詩所代表的神明回答。小字註解除了扼要回答事情進展外，也用「吉」、「中」、「平」、「有」、「無」還表示神明的回答。但僅供參考，往往隔不久時間抽又有其他結果，大吉者太過自信一時高傲與疏忽也可能有劫難，抽中下下籤壞結果也不一定會發生，若小心改運也能往往能逢凶化吉，起到不一樣的人生之效，因為抽籤時只代表當下的狀態，比如不喜歡該工作，但抽到仕途上上籤，則顯然不是當事人所欲，或是詢問疾病進展，抽到喻意一事無成的下下籤，卻能因負負得正算是中吉等，需要結合實際狀況按籤詩故事裡的意思而定，上下吉凶的註記並非絕對，在解籤時需要根據情況研究才能充分定奪，故不同廟宇解法差異很大，有時還會出現相反的論斷。
例如六子甲子籤第七首籤詩的註解為：
- 求財中，婚姻成，六甲生男，佔病吉，批信平，花喜有，問事利，功名吉，月令安，灶君吉，陽居平，隱穴吉，尋人中平，出外吉，失物得，求雨無

1950年代之後，臺灣的籤詩普遍附有籤解，與附和該籤詩的漢民族民間故事，來讓廟公或信徒意會，比方此號碼籤詩所配置的民間故事就是「國公（或包公）暗察白袍將」。
南鯤鯓代天府2015年抽出「國運籤」籤詩，附和該籤詩的民間故事是「武則天坐天」，由於武則天是中國史上唯一女帝，被認為是蔡英文執政的神諭，2016年總統大選結果出爐，果然由女性的蔡英文擊敗其他兩位男性的候選人朱立倫和宋楚瑜，應驗了預言。

## 參看
- 香港政府農曆新年求籤活動
- 杯筊

## 外部連結
- 民間崇道習俗 - 求籤 （页面存档备份，存于）